# محاصره هترا (۱۹۷–۱۹۸)
محاصره هترا درسال ۱۹۷–۱۹۸ دومین محاصره توسط سپتیمیوس سوروس بود او می‌خواست هترا را فتح کند بخاطر معبدی که درشهر بود و ثروت زیادی داشت اما بازم بدون موفقیت بود زیرا بسیاری از سرباز هایش زخمی شده بودند و دستگاه های محاصره اش نابود شده بود برای همین او محاصره را برداشت و به سوریه عقب نشینی کرد